# 771
Раннє Середньовіччя. У Східній Римській імперії триває правління Костянтина V. Більшу частину території Італії займає Лангобардське королівство, Рим і Равенна під управлінням Папи Римського, деякі області на півночі та на півдні належать Візантії. Карл Великий став односібним королем Франкського коголівства. Піренейський півострів, окрім Королівства Астурія, займає Кордовський емірат. В Англії триває період гептархії. Центр Аварського каганату лежить у Паннонії. Існують слов'янські держави: Карантанія та Перше Болгарське царство.
Аббасидський халіфат займає великі території в Азії та Північній Африці. У Китаї править династія Тан. В Індії почалося піднесення імперії Пала. У Японії триває період Нара. Хазарський каганат підпорядкував собі кочові народи на великій степовій території між Азовським морем та Аралом. Територію на північ від Китаю займає Уйгурський каганат.
На території лісостепової України в VIII столітті виділяють пеньківську й корчацьку археологічні культури. У VIII столітті тривало швидке розселення слов'ян. У Північному Причорномор'ї співіснують різні кочові племена, зокрема булгари, хозари, алани, авари, тюрки, кримські готи.

## Події
- 4 грудня помер франкський король Карломан. Його брат 27-літній Карл відмовився визнати спадок своїх малолітніх племінників і оголосив себе одноосібним правителем Франкського королівства.
- Франкський король Карл відіслав до Лангобардського королівства свою дружину, доньку лангобардського короля, посилаючись на її неплідність. Потім він взяв у дружини Гільдегарду, вродливу швабську принцесу, яка народить йому 9 дітей.
- Після 8-місячної облоги бербери-хариджити взяли Кайруан у Магрибі.

## Померли
- Карломан, король франків.